# 엘리스 닐
엘리스 닐(Elise Neal, 1966년 3월 14일 ~ )은 미국의 배우이다. NAACP 이미지 어워드에 세 차례 후보로 올랐다.

## 출연 작품

### 영화
- 머니 토크 (1997)
- 스크림 2 (1997)
- 미션 투 마스 (2000)
- 허슬 & 플로우 (2005)
- 로건 (2017)